# FOSDEM

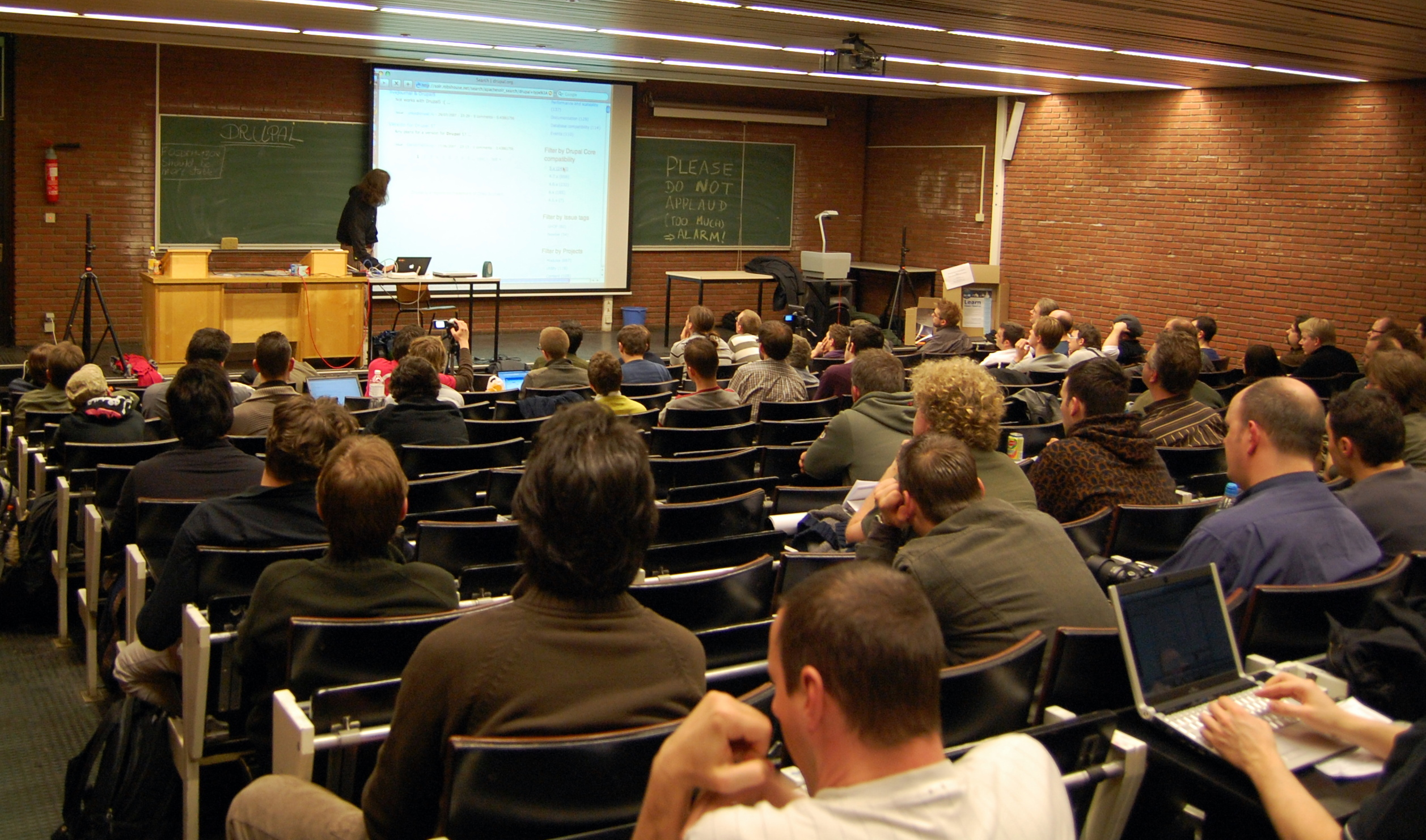
FOSDEM 2008のdevroomの様子

FOSDEM (Free and Open Source Development European Meeting) は、FOSSのソフトウェア開発に関してヨーロッパで行われているイベント。世界中のFOSS関連の開発者とFOSSに興味のある人を対象としている。開発者同士が会う場所を提供すると同時に、FOSSの認知度向上と利用を推進することを目的としている。
毎年2月、ブリュッセル自由大学 (ULB) で開催される。

## イベントの構成

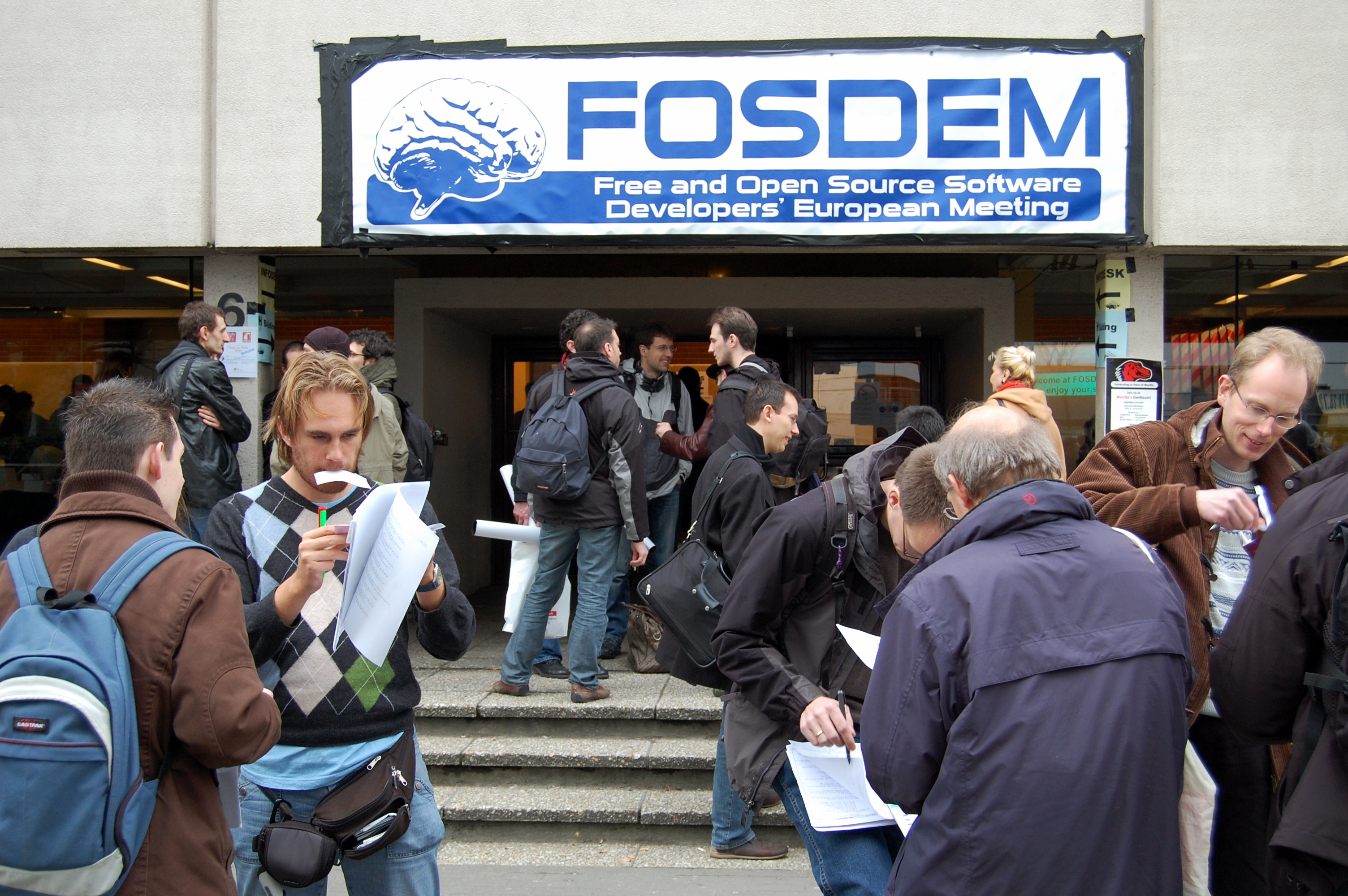
FOSDEM 2008で開催されたキーサインパーティの様子

金曜のビールイベント
来場者は通常、開催の前日である金曜の夜に到着する。このビールイベントは、その夜に集まり、世界的に有名なベルギービールを試飲する機会である。ブリュッセル中心地にあるバーが会場となり、様々なビールが提供される（2008年からはデリリウムカフェが会場となっている。それ以前は Le Roy d'Espagne）。
土曜と日曜
土曜日は、いくつかの基調講演から始まる。その後、複数トラックに分かれて講演が行われる。また、テーマ（OS、プラットフォーム、フレームワークなど）ごとに興味を共有する人が会えるよう devroom と呼ばれる場所が用意されている。

## 歴史
FOSDEMは当初OSDEM (Open Source Developers of Europe Meeting) という名称で Raphael Bauduin が始めた。Bauduin によれば、オープンソースに貢献したかったがコーディングなどの能力がなかったため、ブリュッセルでヨーロッパ全体を対象としたイベントを立ち上げることで貢献しようと思ったのだという。各地から講演者が集まり、初回から成功を収めた。
成功に気をよくしたチームは、これを継続しようとした。FOSDEM の "F" はリチャード・ストールマンの要望で追加された。というのも初年に紹介されたソフトウェアの多くはGPLライセンスだったからである。
翌年から2月に開催されるようになり、来場者も講演数も増えていった。
2009年現在、4000人から5000人が来場している。
2001年
OSDEMの名称で、5人のチームで始まった。2ヶ月で開催にこぎつけている。
2002年
リチャード・ストールマンの要望により、FOSDEMと改称。参加者は1000人を越えた。
2003年
- 基調講演: "The History of Free Software"（ジョン・ホール）、"FSF"（リチャード・ストールマン）
- トラック: データベース、デスクトップ、教育、マルチメディア、セキュリティ、ツールキット、チュートリアル
- devroom: 組み込みソフトウェア、GNOME開発者、GNUstep、KDE、Mozilla、PostgreSQL

2004年
- 基調講演: "The open source paradigm shift"（ティム・オライリー）、"FSF"（リチャード・ストールマン）
- トラック: Debian、Java、Linuxカーネル、スクリプト言語、セキュリティ、X&Co
- devroom: Debian、Java、OpenMosix、MySQL、組み込みソフトウェア、KDE、Mozilla、Tcl

Tutorials, unofficial talks がアドホックなトークの場として利用された。
2005年
- 基調講演: "Wikipedia"（ジミー・ウェールズ）、"FSF"（リチャード・ストールマン）
- トラック: デスクトップ、開発ツール、グリッド/クラスタ、Linuxカーネル、パッケージツール、セキュリティ
- devroom: Calibre、クラスタリング、Dokeos、組み込みソフトウェア、GNOME、Hurd、KDE、OpenGroupware、PHP/Pear、GNU Classpath、Debian、Gentoo、GNUstep、Jabber、Mozilla、Perl、Tcl

この年も Unofficial talks が用意された。
2006年
- 基調講演: リチャード・ストールマンによるGPLv3に関する議論
- トラック: デスクトップ、開発ツール、セキュリティ、システム、VoIP、Web 2.0
- devroom: Ada、GNU Classpath、組み込みソフトウェア、GNOME、Jabber、ノートPC用Linux、OpenGroupware、Tcl/Tk、Calibre、Debian、Gentoo、GNUstep、KDE、Mozilla、openSUSE、X.org

2007年
- 基調講演: "OLPC"（ジム・ゲッティーズ）、"Liberating Java" (Simon Phipps)
- トラック:
  - メイン: オープニングトーク、クロージングトーク、セキュリティ、デスクトップアプリケーション、開発ツールと言語、カーネル、ウェブ、インターネットサービス
  - サイド: Lightning Talks、 Key Signing
- devroom: CrossDesktop、KDE、GNOME、openSUSE、Mozilla、GNU Classpath+OpenJDK DevJam、CentOS+Fedora、Jabber、OpenGroupware+GNUstep、Python、Research Room、X.org、Gentoo、Debian、組み込み

2008年
- 基調講演: "Tux with Shades, Linux in Hollywood" (Robin Rowe)、"How a large scale opensource project works" (Robert Watson)、"Status update of Software Patents" (Pieter Hintjens)
- トラック: オープニングトーク、クロージングトーク、言語、ビルドシステム、ゲーム、パッケージング、仮想化、ウェブ
- devroom: BSD+PostgreSQL、CentOS+Fedora、CrossDesktop、Debian、Drupal、組み込み、Free Java、GNOME、JBoss、Mozilla、OpenOffice.org、openSUSE、Research Room、Ruby on Rails、X.org

各種話題に対応する lightning talks も用意された。
2009年
- 基調講演: "Free. Open. Future?" (Mark Surman)、"Debian" (Bdale Garbee)、"Google Summer of Code: A behind the scenes look ate large scale community" (Leslie Hawthorn)
- トラック: ディストリビューション、言語、セキュリティ、システム、コラボレーション、カーネル
- devroom: Ada、BSD+PostgreSQL、CentOS+Fedora、CrossDesktop、Debian、Drupal、組み込み、Free Java、GNOME、GNUStep+Groupware、Jabber+XMPP、KDE、Mozilla、OpenOffice.org、openSUSE、Ruby on Rails、X.org

各種話題に対応する lightning talks も用意された。また、Key Signing Party、Open Source Initiative スペシャルセッションなどのイベントも開催。

## 資金面
このイベントへの参加は無料である。イベントの非商業的性質を理解するスポンサーが資金を提供し、来場者にも寄付を申し出る人がいる。寄付をすると引換券がもらえ、例えば25ユーロ以上の寄付ならTシャツをもらえる。主催者側は全てボランティアである。

## FSF Award
フリーソフトウェア財団のFSFフリーソフトウェア賞は、2001年から2005年までFOSDEMで授賞式が行われていた。